# 아론 (원피스)
아론(Arlong, アーロン)은 일본 만화 및 애니메이션 원피스에 등장하는 톱날상어 인어(어인).

## 외모
1. 검은색의 긴 머리카락
2. 손가락 사이에 지느러미가 있다.
3. 등에 샥스핀이 달려 있다.

## 소개
아론은 징베와 함께 과거 태양 해적단의 간부였다. 과거에는 자신의 동료 어인들과 인간에게 많이 버림을 받아서 인간을 증오하고 멸시하고 있다. 가족으로는 의 형제를 맺은 징베와 피셔 타이거, 친 여동생으로는 마담 셜리가 있다.

## 행적
과거 16년 전 당시 해적 활동을 하고 있었으며, 피셔 타이거가 결성한 태양 해적단에 소속되어 태양 해적단 활동 당시에 인간 코알라를 죽이고 싶은 마음을 굴뚝같았고 나중에 선장 피셔 타이거가 인간들의 함정에 빠져서 죽음을 맞이하자 피셔 타이거의 복수를 향한 인간의 분노로 마을의 해군을 습격했을 시 갑자기 나타난 키자루의 빔을 맞고 해군에게 연행된다. 1년 뒤 출소 후 징베가 칠무해가 되면서 아론은 이스트 블루로 가게 되었고, 그곳에서 코코야시 마을을 지배했다. 이루려고 하는 것은 이스트블루를 지배하고 아론 파크를 세우는 것이다. 어른은 10만 베리, 아이는 5만 베리로 마을사람들에게 목숨을 사게 만들었다. 벨메일을 제외한 모두의 목숨 돈을 다 챙기고 돌아가려는 순간 멀리서 본 연기를 눈치채, 집안에 있는 10만 베리로 두 아이를 살려주겠다는 조건으로 벨메일을 살해하는 잔혹한 모습을 보였다. 그리고 하찌에 의해 벨메일의 주머니에서 발견된 해도를 보고 나미가 그린 실력을 감탄해 강제로 나미를 붙잡아 측량사로 들어오게 한다. 나미는 이때부터 해적을 상대로 소매치기를 시작하게 되었다. 돈으로 한 약속은 뭐든지 지키지만 8년 동안 나미를 속여왔으며 나미가 해적 도둑이고 1억베리를 가지고 있다고 16지부 해군대령에게 알려서 나미가 가진 돈을 모두 빼았아 아론 일당을 나가지 못하게 하였다. 하지만 나미가 배신감에 눈물을 흘리며 루피에게 도움을 청해 몽키 D. 루피에 의해 쓰러지고 간부인 하찌, 쿠로오비, 츄와 함께 감옥에 구속되지만, 몽키 D. 루피가 임펠 다운 습격했을 시 LEVEL6에서 형 징베만 등장하고 어째서인지 아론은 임펠 다운에서 한번도 등장하지 않았다.